# مقاطعة باكالينسكي
مقاطعة باكالينسكي ((الروسية: Бакали́нский райо́н). (بالبشكيرية: Баҡалы районы) . (بالتتارية: Бакалы районы)) هي مقاطعة إدارية  وبلدية (رايون)، واحدة من أربعة وخمسين مقاطعة في جمهورية باشكورتوستان، روسيا. تقع في غرب الجمهورية وتحدها مقاطعة إليشيفسكي ‏ من الشمال الشرقي ومقاطعة تشيكماغوشيفسكي من الشرق ومقاطعة شارانسكي ‏ من الجنوب وجمهورية تتارستان من الغرب والشمال الغربي. وتبلغ مساحة المقاطعة 1,951 كيلومتر مربع (753 ميل2). البلدة الريفية (سيلو) باكالي هي المركز الإداري للمقاطعة. حسب تعداد عام 2010، كان مجموع سكان المقاطعة 28776، حيث سكان باكالي يمثلون 33.3 ٪ من هذا العدد.

## جغرافية
تقع المقاطعة حول جبال بوغولمينكوي-بيليبي التي تنحدر بلطف إلى الشمال في وادي نهر بيلايا. المناخ قاري مع رطوبة معتدلة. تتميز في الجزء المرتفع من مستجمعات المياه بغابات نفضية مختلطة، مع البلوط والبتولا والأسبن ‏. تغطي الغابات 44 ٪ من مساحة المقاطعة وهناك العديد من حقول النفط، مثل موستافينكوي وكاتاييفكوي.
يتدفق نهر سيون ‏ عبر المقاطعة، ويتدفق نهر آي كي ‏ على طول حافته الجنوبية الغربية. تربة الغابات رمادية ورمادية داكنة.

## التاريخ
تأسست المقاطعة في 20 أغسطس 1930، عندما تم، وفقًا لمرسوم رئاسة اللجنة التنفيذية المركزية لعموم روسيا، تصفية جمهورية الباشكير المستقلة إلى كانتونات وتم تشكيل 48 مقاطعة.

## الوضع الإداري والبلدي
في إطار التقسيمات الإدارية، تعد مقاطعة باكالينسكي واحدة من أربعة وخمسين مقاطعة في جمهورية باشكورتوستان. تنقسم المقاطعة إلى سبعة عشر سيلسوفيت، التي تضم ستة وتسعون منطقة ريفية. باعتبارها تقسيمًا للبلدية، تم دمج المقاطعة في مقاطعة بلدية باكالينسكي. تم دمج السيلسوفيتات السبعة عشر التابعة لها كسبعة عشر بلدة ريفية داخل مقاطعة البلدية. تعد قرية باكالي بمثابة المركز الإداري لكل من المقاطعة الإدارية والبلدية.

## التركيبة السكانية
| 2002  | 2008   | 2009   | 2010   | 2012   | 2013   | 2014   | 2015   | 2016   | 2017   |
| ----- | ------ | ------ | ------ | ------ | ------ | ------ | ------ | ------ | ------ |
| 32327 | ↘31961 | ↘31869 | ↘28776 | ↘28224 | ↘27811 | ↘27609 | ↘27227 | ↘26772 | ↘26496 |

سيكون عدد السكان وفقا لتوقعات وزارة التنمية الاقتصادية في روسيا كما يلي:
- 2024 - 24.66 ألف شخص.
- 2035 - 20.96 ألف شخص.

وفقًا لتعداد عموم روسيا لعام 2010 تتكون التركيبة السكانية من حيث التكوين العرقي من 53.4٪ من التتار، 22.3٪ من الروس، 17.3٪ من الباشكير، 3٪ من التشوفاش، 2.7٪ من المارييون، 1.1٪ من أعراق أخرى.

## الاقتصاد
الفرع الرئيسي للاقتصاد الإقليمي هو الزراعة، وهي متخصصة في إنتاج الحبوب وزراعة البطاطا والشمندر وتربية الماشية ومنتجات الألبان ولحوم الأبقار وتربية الخنازير وتربية النحل.
الصناعات: تجهيز المنتجات الزراعية المحلية والغابات ومصنع الجبن ومصنع معالجة الأخشاب ومصنع الطوب في بكالي.

## التعليم والثقافة
توجد في المقاطعة مدرسة مهنية عليا ومدرسة لتدريب التجار (قرية بكالي)، و 62 مؤسسة تعليم، بما في ذلك 18 مدرسة ثانوية و 29 مكتبة عامة، و 54 نادي، ومستشفيان. وصحيفة المقاطعة.

## الدين
يعيش المسلمون والأرثوذكس في المقاطعة.

## معالم
- نصب تذكاري للجندي المحرر في قرية أورمانايفو (1965).
- نصب تذكاري للجنود-أبناء البلد الذين سقطوا في معارك من أجل وطنهم في الحرب العالمية الثانية في قرية مصطفينو (1967).
- مسلة للمشاركين في الحرب الوطنية العظمى في قرية نوفوكاتيفو (1975).
- مسلة للجنود الذين سقطوا في قرية كاميشليتاماك (1976).
- نصب تذكاري لأولئك الذين قتلوا في الحرب العالمية الثانية في قرية دياشيفو (1978).
- نصب تذكاري للسقوط خلال الحرب الوطنية العظمى في قرية ناغايكوفو (1981).
- نصب تذكاري لأولئك الذين قتلوا خلال الحرب الوطنية العظمى في قرية كورشيفو (1981).
- نصب تذكاري لأولئك الذين قتلوا في الحرب العالمية الثانية في قرية كازانشي (1985).
- توفي ستيلي خلال الحرب الوطنية العظمى في قرية ستاري ماتس (1985).
- نصب تذكاري لزملائه المواطنين الذين ماتوا خلال الحرب الوطنية العظمى. قرية ستاري باكالي (1986).
- لوحة الحرب الوطنية العظمى في قرية نوفورسيفو (1989).
- نصب الحرب العالمية الثانية في قرية توكتوغولوفو.
- نصب في ذكرى الذين قتلوا في الحرب العالمية الثانية في قرية توكبيردينو (2005).
- نصب في ذكرى الذين ماتوا من أجل وطنهم في 1941-1945. في قرية نيو باليكلي (2005).
- مسلة الحرب العالمية الثانية في قرية ستاروغوسيفو.
- مسلة الحرب العالمية الثانية في قرية شراشلي القديمة (1990).

## وصلات خارجية
- موقع إدارة المقاطعة على الإنترنت نسخة محفوظة 9 مايو 2020 على موقع واي باك مشين.
- الباشكير من منطقة باكالينسكي في جمهورية بيلاروسيا. المرجع العلمي